# Ivo d'Allegri
Yves d'Alégre, noto in Italia anche come Ivo d'Allegri o monsignor di Alegra, fu un importante ufficiale e nobile francese, secondo barone d'Alégre, che partecipò alle guerre italiane. (1452 – Ravenna, 11 aprile 1512), è stato un condottiero francese.

## Biografia
Era figlio di Jacques de Tourzel, barone di Alègre, consigliere e ciambellano del re, e di Gabrielle de Lastic. Yves stesso fu consigliere e ciambellano di Carlo V d'Angiò, il quale gli diede il 10 dicembre 1481, la "sua nave di San Michele" e mille écus per compiere un viaggio verso Santiago de Compostela. Passò intorno al 1483 al servizio della corona di Francia.
Yves viene descritto dai suoi contemporanei come un uomo simpatico, scherzoso, brioso e coraggioso, con barba e capelli castani tendenti al rosso.

### Prima invasione del regno di Napoli (1494-1495)
Nel 1494 prese parte alla prima delle cosiddette guerre d'Italia, durante la quale Carlo VIII re di Francia, allora alleato del duca di Bari (poi di Milano) Ludovico il Moro, si gettò nell'impresa poi rivelatasi fallimentare del regno di Napoli, guidando le proprie truppe contro il re Alfonso II d'Aragona.
In quest'occasione Yves comandò l'avanguardia dell'esercito di Gilberto di Borbone, che arrivò rapidamente a Viterbo dove catturò Giulia Farnese, giovane amante di Papa Alessandro VI,  e madonna Adriana de Mila, le quali stavano tornando a Roma. Le due furono trattate molto gentilmente ed in seguito rilasciate dietro il pagamento di un riscatto.
Dopo la conquista (e successiva perdita) del regno di Napoli e il ritorno del re Carlo VIII in Francia, Yves fu nominato governatore della Basilicata. Alleato del proprio fratello François de Tourzel d'Allègre, Signore di Précy, per ordine di Bérault Stuart d'Aubigny sconfisse e nella battaglia di Seminara il giovane re di Napoli Ferrandino d'Aragona e Gonzalvo Fernandez de Cordoba il 28 giugno 1495 e li respinse dalla Calabria. 

Quando la città di Napoli fu bloccata via mare e il conte Gilberto di Montpensier, allora viceré di Napoli, assediato, Yves si precipitò sul luogo, dove fece "meraviglie delle armi" sotto le mura e per le strade della città per reprimere l'insurrezione.
Consigliere e ciambellano del re, fu nominato capitano dei Cento Gentiluomini della Casa Reale  il 5 marzo 1495. Si rese nel 1500.

### Invasione del Ducato di Milano (1499-1500)
Nel giugno 1499, nel corso della seconda guerra d'Italia, Yves seguì l'esercito francese inviato da Luigi XII contro Ludovico il Moro e comandato dal famoso condottiero Gian Giacomo Trivulzio, al fine di conquistare il ducato di Milano che re Luigi rivendicava come proprio. In questa occasione Yves guidò un gruppo di duecento uomini d'armi.
Sul finire del medesimo anno, comandante delle truppe francesi in Romagna alla testa di 300 lance e 4000 svizzeri, Yves si unì alle truppe di Cesare Borgia, figlio del pontefice Alessandro VI, nella sua campagna contro Imola e Forlì in Romagna e prese parte alla cattura di Caterina Sforza che fu tenuta prigioniera, a sua insaputa, in Castel Sant'Angelo a Roma.
Yves fu poi il principale fautore della sua liberazione e arrivò a minacciare lo stesso pontefice di attaccare Roma col proprio esercito stanziato a Viterbo se Caterina Sforza non fosse stata rilasciata, sostenendo che il patto fosse stato violato, in quanto la donna era prigioniera del re di Francia e non di Cesare Borgia. Papa Alessandro VI, che aveva bisogno di un'alleanza con la Francia, fu costretto a cedere alla richiesta e rilasciò la prigioniera il 26 luglio 1501. Questo episodio dai contorni cavallereschi valse poi a rafforzare la fama di gentiluomo del barone Yves.
Gli fu in seguito dato il comando di trecento lance e duemila uomini per operare in Romagna, dove conquistò le città di Pesaro, Rimini, Russi, Brisighella e altre. Nel febbraio del 1500 lasciò l'assedio di Pesaro per tornare rapidamente a Novara, dove Ludovico il Moro era nel frattempo passato al contrattacco, infine, riconquistata Milano, tornò nel luglio del 1500 al servizio di Cesare Borgia per rispettare gli accordi franco-pontificati.

### Seconda guerra per Napoli
Nel marzo del 1501 lasciò il servizio del Borgia e marciò di nuovo sotto la bandiera francese fino al regno di Napoli, partecipando alla seconda impresa di Napoli contro le truppe spagnole di Gonzalo Fernández de Córdoba. Nel 1503 prese parte alla seconda battaglia di Seminara, nella quale fu sconfitto il condottiero Bérault Stuart d'Aubigny.
Comandò la retroguardia con 400 cavalieri nella battaglia di Cerignola il 28 aprile 1503, sotto il comando del viceré Luigi d'Armagnac, duca di Nemours. Nonostante il consiglio di Yves, sostenuto altrettanto dal famoso cavaliere Pierre Terrail de Bayard e dai comandanti principali, Nemours si impegnò in combattimento su terreni sfavorevoli e venne ucciso nel corso dello scontro, accelerando la perdita del regno di Napoli. Come risultato di questa sconfitta, Yves d'Alègre prese il comando dell'intero esercito e dovette guidare una difficile ritirata, in un paese in insurrezione, per rifugiarsi a Gaeta, da dove respinse due assalti di Gonzalvo de Cordoba con brillanti successi prima di concludere una resa onorevole nel 1504.
Caduto in disgrazia al suo ritorno in Francia, Yves fu comunque richiamato in servizio nel 1507 a seguito della ribellione di Genova, dove fu massacrata la guarnigione francese. Dotato di un corpo di gentiluomini ben montati e tremila fanti, consegnò la città di Monaco, così come le piazze di Mentone, Roccabruna e Porto Maurizio. Compiuta questa missione, Yves conquistò Savona, di cui venne nominato governatore, prima di distinguersi per la presa di Genova e per la difesa di Bologna.
Il 14 maggio 1509 Yves comandò insieme a Pierre Terrail de Bayard l'avanguardia francese nella battaglia di Agnadello e si dimostrò, secondo uno storico contemporaneo, "molto cavalleresco". 

Nel febbraio 1512, agli ordini del giovane comandante Gaston de Foix, si spostò nella località di Brescia, occupata dai veneziani. Prese quindi il comando della retroguardia nella battaglia di Ravenna l'11 aprile, dove, alla testa di una cavalleria di 400 gendarmi, assicurò la vittoria francese con magnifiche e ripetute cariche che dislocarono la fanteria spagnola. Tuttavia, straziato dal dolore alla vista della morte di uno dei propri figli, signore di Viverols, il quale era appena stato ucciso al fianco di Gaston de Foix, Yves si precipitò nella mischia da solo e morì in battaglia. Il suo corpo fu portato in Francia e sepolto presso la tomba dei suoi antenati nella cappella di Alègre.

## Discendenza
Nel 1474 sposò Jeanne de Chabannes, figlia di Geoffroy de Chabannes, signore di Charlus e La Palisse, e Charlotte de Prie, sorella del maresciallo Jacques II di Chabannes de La Palice. Da questa unione nacquero:
- Jacques d'Alegre, signore di Viverols, che morì nella battaglia di Ravenna.
- Gabriel d'Alegre, che sposò Marie d'Estouteville, figlia di Jacques d'Estouteville, signore di Beynes, e Gillette de Coetivy.
- Christophe d'Alegre, signore di Viverols.
- Jean d'Alegre, signore di St-Diéry.

## Nella cultura di massa
- Nella miniserie del 1981 I Borgia, Yves è impersonato da David Neal.
- Nella serie televisiva francese del 2011-2014 I Borgia è impersonato da David Atrakchi.